# امامزاده سلطان محمود
امامزاده سلطان محمود مربوط به اوایل دوره قاجار است و در شهرستان ورامین، بخش جوادآباد، روستای خاوه واقع شده و این اثر در تاریخ ۱ مهر ۱۳۸۲ با شمارهٔ ثبت ۱۰۳۲۴ به‌عنوان یکی از آثار ملی ایران به ثبت رسیده است.